# Edmond-Louis-Alexis Dubois-Crancé
Edmond-Louis-Alexis Dubois de Crancé, též Dubois-Crancé (14. října 1747, Charleville – 28. června 1814, Rethel) byl francouzský politik a brigádní generál za Francouzské revoluce.

## Životopis
Dubois de Crancé pocházel z rodiny nižší šlechty tradičně angažované v královské armádě. Jeho otec byl guvernérem v Châlons-sur-Marne. Edmond byl poprvé najat jako králův mušketýr už ve věku čtrnácti let. V roce 1775 byla jeho kompanie propuštěna, což ho přimělo odejít do Châlons-sur-Marne a poté do Balhamu.
Zasedal na provinčním sněmu Champagne, který se konal v listopadu a prosinci 1787 v Châlons, jako zástupce za třetí stav, ačkoli tam byl zapsán jako panoš, pán z Balhamu sur Aisne.
Díky své výřečnosti byl v roce 1789 na generálních stavech zvolen zástupcem třetího stavu za Vitry-le-François. Jako vlastenec složil přísahu v míčovně, poté se stal členem různých výborů Národního ústavodárného shromáždění – existenční výbor, finanční výbor a nakonec armádní výbor.
V prosinci 1789 přednesl zprávu, v níž zaznamenal nepořádek v armádách a prosazoval povinnou vojenskou službu.
Po ženském pochodu na Versailles v říjnu 1789, kdy došlo k přeložení Ústavodárného shromáždění do Paříže, Gourdan pronajal knihovnu bývalého kláštera v rue Saint-Honoré pro nový klub, který pak přijal název Společnost revoluce (Société de la Révolution), později Společnost přátel ústavy (Société des Amis de la Constitution). Isaac Le Chapelier se stal jeho prvním předsedou a Dubois-Crancé sekretářem.
Protože se poslanci Ústavodárného národního shromáždění nemohli stát členy Zákonodárného národního shromáždění, vstoupil Dubois-Crancé opět do vojenských služeb a stal se pobočníkem generála Wimpffena a poté hesenského prince. V květnu 1792 mu ministr války Servan nařídil, aby sledoval roajalistické potíže na jihu. Ve zprávě pro Národní shromáždění napadl nedbalou obranu Perpignanu ze strany bývalého ministra Narbonne-Lary, kterého označil za zrádce.
Dubois-Crancé byl v roce 1792 zvolen v několika departementech (Ardensko, Isère, Var) do Národního konventu. Rozhodl se pro Ardensko a připojil se k montagnardům. Po povýšení na generálplukovníka se stal komisařem armády jihu se svými kolegy dělostřeleckým důstojníkem Lacombe-Saint-Michel a kapitánem pěchoty Gasparinem zejména za účelem provedení dekretu o propuštění generála Montesquioua.
Dne 9. prosince 1792 byl součástí delegace, která Ludvíkovi XVI. oznámila, že má právo vybrat si obhájce. Během procesu s králem hlasoval pro vinu, proti lidovému hlasování, pro popravu a proti jejímu odložení.
Dubois-Crancé byl zvolen předsedou shromáždění 21. února 1793, po dvou kolech hlasování proti Gensonnému, kandidátovi girondy.
Dne 26. března 1793 byl jedním z pětadvaceti členů nového Výboru pro všeobecnou obranu, předchůdce Výboru pro veřejné blaho, zřízeného dekretem z 6. dubna 1793. Navrhl opatření, která dala republikovým armádám větší soudržnost (zákon z 21. února 1793). Podle zákona měli vojáci republikové armády stejný plat, stejnou uniformu, stejnou disciplínu a stejná pravidla týkající se přijímání a povyšování důstojníků. Merlino, jeho bývalý kolega z Výboru pro všeobecnou obranu, později dokončil reformu zavedením pluku spočívajícího ve sloučení dvou praporů dobrovolníků s řádným praporem do jedné jednotky.
Jeho oponent Barère se na jaře 1793 zasadil, aby byl Dubois-Crancé jmenován komisařem armády Alp. Na brigádního generála byl povýšen 8. března 1793. Dubois-Crancé pak řídil obléhání Lyonu a spolu s ním Gauthier des Orcières a generál Kellermann. Dne 7. srpna 1793 adresoval lyonským povstalcům prohlášení, které jim slíbilo jejich životy výměnou za okamžitou kapitulaci. Lyonští reagovali tím, že vypsali odměnu na jeho hlavu.
Za pomalost obležení a opatrný postoj byl Dubois-Crancé podezříván jakobíny z umírněnosti, obzvláště ze strany Couthona, Robespierrova přítele vyslaného do Lyonu. Když se povstaleckému veliteli Précymu a jeho poručíkům podařilo uprchnout, byl Dubois-Crancé obviněn z napomáhání jejich útěku. Federalisté totiž uprchli branou hlídanou oddílem, kterému velel Dubois-Crancé.
Dne 12. října 1793 nařídil Výbor pro veřejné blaho jeho zatčení. Podařilo se mu však ospravedlnit a díky intervenci Merlina de Thionville byl Konventem očištěn.
Dubois-Crancé poté znovu převzal své místo ve válečném výboru, jehož byl předsedou. Když 12. prosince 1793 dantonisté Bourdon a Merlin de Thionville požádali o obnovení Výboru pro veřejnou bezpečnost, byl jedním z jejich kandidátů na nástupce odcházejících komisařů, ale manévr selhal a Dubois-Crancé byl dále ohrožen Robespierrem.
To mu nebránilo v tom, aby se znovu vydal na misi na západ, aby urychlil nábor vojáků. Organizoval několik ceremonií, na kterých se setkávali bývalí královští vojáci, dobrovolníci, branci, ale i obyvatelstvo. Účastnil se také boje proti šuanům bojujícím u Nantes, Rennes a Brestu na jaře 1794.
Navzdory své službě byl Dubois-Crancé v latentním konfliktu s Robespierrem, Barèrem a Couthonem. Poslední jmenovaný s Robespierrem, který mu neodpustil chování v Lyonu, jej nechal 11. července 1794 vyloučit z klubu jakobínů. Výbor pro všeobecnou bezpečnost ho odvolal 14. července 1794, zatímco byl v Saint-Malo, a dorazil do Paříže 24. července. Couthon navrhl Výboru pro veřejnou bezpečnost dekret o jeho zatčení, ale byl odmítnut.
Než aby se nechal postavit před revoluční tribunál, rozhodl se 7. thermidoru (25. července 1794) dostavit se před Národní konvent. Bránil své působení v Lyonu. Požádal také o debatu, která byla Konventem odložena na 10. thermidor.
Ovšem 9. thermidoru došlo k převratu a pádu Robespierra. Ráno téhož dne Couthon na plenárním zasedání obou výborů potřetí navrhl dekret o zatčení Dubois-Crancého, ale zasedání bylo ukončeno, aniž by bylo přijato jakékoli rozhodnutí. Poté, co byl Robespierre zatčen Konventem, byl rebelující Pařížskou komunou postaven mimo zákon. Poprava Neúplatného a jeho přátel Dubois-Crancého zachránila před zatčením. Mezi jakobíny byl zpět přijat 2. srpna 1794.
Po návratu do vojenského výboru nechal Dubois-Crancé prosadit zákon o verbování. Dne 7. prosince 1794 vstoupil do Výboru pro všeobecnou bezpečnost, kde se u Carnota ujal vojenských záležitostí. Zůstal ve výboru pět měsíců, až ho 4. dubna 1795 nahradil royalista François Aubry.
Poté se zabýval zemědělskými a finančními záležitostmi a po monarchistickém povstání 13. vendémiairu se stal členem komise odpovědné za udržování pořádku v hlavním městě.
Jako zástupce departementu Var nepobýval Dubois-Crancé v Radě pěti set často a stal se generálním inspektorem armády Rýna. Zachoval si jakobínské názory a bránil revoluční principy proti reakci. V parlamentních volbách v roce 1797 nebyl znovu zvolen, a tak dočasně opustil politický život.
Od 14. září do 10. listopadu 1799 zastával funkci ministra války a přijal několik projektů na všeobecnou organizaci armády, nábor vojsk a výcvik lehké pěchoty. Odsoudil Brumairový převrat, ale zprostil viny Bonaparta. Následující den ho nahradil na ministerstvu války Louis-Alexandre Berthier.
Po jeho nahrazení na ministerstvu války Dubois-Crancé ukončil svou politickou kariéru. Opustil i armádu a odešel do Balhamu, kde se stal starostou. Své osobní peníze věnoval na údržbu průplavu, na úpravu silnic a také na požární čerpadlo pro kostel. Otevřel svou knihovnu o 6000 svazcích rolníkům z vesnice. Věnoval se organizaci Společnosti pro zemědělství, umění a obchod v Mézières a publikoval několik prací.
Zemřel v Rethelu 28. června 1814 ve věku 66 let. Diecéze odmítla postavení mauzolea s odůvodněním, že Dubois-Crancé byl královrah, což by znamenalo znesvěcení hřbitova. Čestný pohřeb se uskutečnil až v roce 1849 za druhé republiky.